# Chymomyza amoena
Chymomyza amoena är en tvåvingeart som först beskrevs av Friedrich Hermann Loew 1862.  Chymomyza amoena ingår i släktet Chymomyza och familjen daggflugor. Inga underarter finns listade i Catalogue of Life.

## Bildgalleri

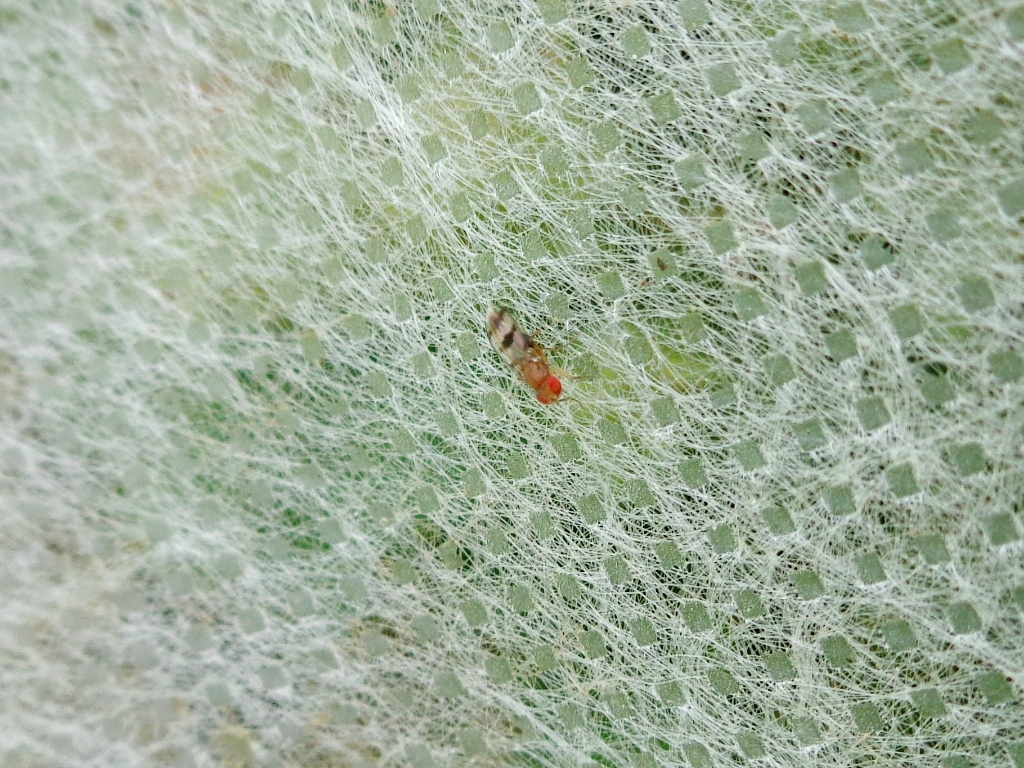